# No Escape (игра)
No Escape (с англ. — «Побег невозможен») — видеоигра в жанре платформер, разработанная компанией Bits Studios и изданная Sony Imagesoft и Psygnosis для игровых платформ Sega Mega Drive/Genesis и SNES в 1994 году. Основывается на фильме 1994 года «Побег невозможен».
Существует также игра под аналогичным названием для операционной системы Microsoft Windows, разработанная компанией Funcom в 2000 году. Эта игра использует другую тематику и не связана с фильмом.

## Сюжет
Будущее. На неизвестном острове построена сверхсекретная тюрьма для особо опасных заключённых под названием Absolom. Роббинс, солдат армии США, за убийство офицера приговаривается к пожизненному заключению в этой тюрьме. Теперь задача героя — совершить побег из Absolom'а.

## Геймплей
Игра представляет собой платформер с элементами логических игр (квеста и action-adventure) и состоит из нескольких уровней. Уровни в игре — замкнутые локации, построенные с применением двухмерной графики и использующие горизонтальный сайд-скроллинг. На них присутствуют многочисленные враги и ловушки. В конце некоторых уровней находятся боссы.
Герой игры — Роббинс, персонаж одноимённого фильма. Он перемещается по уровням, уничтожает врагов, нападающих группами, и собирает различные предметы. Найденные предметы можно комбинировать между собой и создавать оружие и ловушки для уничтожения противников. Некоторые из персонажей игры играют роль NPC, у которых можно получить подсказку к решению какой-либо задачи.

## Оценки
Игра получила невысокие оценки критиков.
В частности, американский журнал GamePro поставил версии для Sega Mega Drive/Genesis оценку 3,5 баллов из 5, назвав игру «не соответствующей жанру» и негативно охарактеризовав интерфейс и геймплей. Другой журнал — Video Games & Computer Entertainment — оценил версию в 50 баллов из 100. Сравнивая игру Flashback с No Escape, критики отметили у последней неудобное управление скучный игровой процесс, добавив при этом, что оригинальный фильм заметно лучше, чем созданная по его мотивам игра. Оценка информационного сайта Sega 16.com была наиболее низкой — 20 баллов из 100; рецензенты назвали игру «ужасной», поскольку «интерес к ней теряется уже после первых двух уровней». Также среди недостатков были выделены плохая графика и некачественное звуковое сопровождение, а также высокая сложность.
Версия для SNES также получила низкие оценки. Недостатками игры также были названы дизайн уровней и управление персонажем.